# Hlboké nad Váhom
Hlboké nad Váhom je naseljeno mjesto u okrugu Bytča u Žilinskom kraju u Slovačkoj.

## Stanovništvo
| Godina:     | 1993. | 2003. | 2013.   | 2023.   |
| ----------- | ----- | ----- | ------- | ------- |
| Broj ljudi: | 0     | 908   | 949     | 969     |
| Razlika:    |       | –     | +4,51 % | +2,10 % |

| Godina:     | 2022. | 2023.   |
| ----------- | ----- | ------- |
| Broj ljudi: | 965   | 969     |
| Razlika:    |       | +0,41 % |

Prema podatcima o broju stanovnika iz 2023. godine naselje je imalo 969 stanovnika.

## Vanjske poveznice
|  | Zajednički poslužitelj ima još gradiva o temi Hlboké nad Váhom |

- Službena stranica naselja (sl.)